# Grafschaft Beaumont-sur-Oise
Die Grafschaft Beaumont-sur-Oise im heutigen Département Val-d’Oise nördlich von Paris heißt eigentlich Grafschaft Beaumont; der Zusatz ist lediglich eine Erweiterung des Namens des Hauptortes Beaumont-sur-Oise, dient aber auch dazu, die Grafschaft Beaumont-sur-Oise von anderen Lehen, vor allem der Grafschaft Beaumont-le-Roger zu unterscheiden, zumal beide zeitweise im Besitz derselben Person waren.
Die Grafschaft entstand als Herrschaft von Vasallen der Kapetinger. Ein erster Graf von Beaumont trat 1022 auf, und die Grafschaft blieb bis 1223 im Besitz seiner Nachkommen. Graf Mathieu I. musste sich König Ludwig VI. unterwerfen, wurde dann aber dessen Kämmerer (Chambrier).
1223 verkaufte Thibaut de Beaumont, ein Vetter des letzten Grafen und seit 1222 Erbe der Grafschaft, den Besitz an König Philipp II. Augustus. 1284 gab König Philipp III. die Grafschaft seinem dritten Sohn, Ludwig, dem späteren (1298) Grafen von Évreux und Beaumont-le-Roger. 1328 kehrte Beaumont im Zusammenhang mit der Regelung der Ansprüche der Tochter Ludwigs X., Johanna, an die Krone zurück: Johanna erhielt das Königreich Navarra, verzichtete auf die französische Krone, und ihr zukünftiger Ehemann Philipp von Évreux, der Sohn von Ludwig von Évreux, verzichtete auf Beaumont-sur-Oise.
König Johann II. gab die Grafschaft seiner Tochter Johanna, die 1353 Karl den Bösen, König von Navarra und Sohn von Philipp von Évreux, heiratete. Bereits 1354 erhielt die Krone Beaumont-sur-Oise durch Tausch wieder zurück.
Der nächste Besitzer war Philipp von Valois, seit 1344 Herzog von Orléans und ebenfalls Graf von Beaumont-le-Roger. Nach dessen Tod 1375 wurde Beaumont-sur-Oise 1392 zusammen mit dem Herzogtum Orléans an Ludwig, den jüngeren Bruder des Königs Karl VI., gegeben. Beaumont-sur-Oise vererbte sich unter dessen Nachkommen wie das Herzogtum Orléans und kam mit der Thronbesteigung Ludwigs XII. 1498 wieder an die Krone zurück.

## Grafen von Beaumont-sur-Oise

### Haus Beaumont-sur-Oise
- Ivo I., 1022/28 comes Bellomontensis, † wohl vor 1036
- Ivo II., wohl dessen Sohn, † 1059
- Josfredus, dessen Sohn, † nach 1068
- Ivo III., dessen Bruder, 1070/81 Graf von Beaumont, † nach 1083
- Mathieu I., dessen Sohn, † 1155, 1086 Graf von Beaumont, 1137 Chambrier de France
- Mathieu II., dessen Sohn, 1110/74 bezeugt, 1151 Graf von Beaumont,
  - Hugues I., dessen Bruder, 1139/89 bezeugt, Vizegraf von Beaumont
- Mathieu III., Sohn von Mathieu II., † 1208, 1177 Graf von Beaumont, 1180/1208 Chambrier de France; ⚭ um 1175 Eleonore, 1183 Gräfin von Vermandois, Valois und Saint-Quentin, Tochter des Grafen Rudolf I. (Haus Frankreich-Vermandois)
- Jean, dessen Bruder, † 1222, 1209 Graf von Beaumont
  - Thibaut de Beaumont, Enkel von Hugues I., verkauft 1223 die Grafschaft an König Philipp II. Augustus.

### Andere Familien
- Ludwig, 1284 Graf von Beaumont-sur-Oise, 1298 Graf von Évreux und Herr von Beaumont-le-Roger, † 1319
- Philipp von Évreux, 1319 Graf von Évreux etc., 1328 König von Navarra
- Johanna von Frankreich, Gräfin von Beaumont-sur-Oise, 1354 eingetauscht
- Philipp von Valois, 1344 Herzog von Orléans und Graf von Beaumont-le-Roger, Graf von Beaumont-sur-Oise, † 1375
- Ludwig von Valois, † 1407, 1392 Herzog von Orléans, Graf von Beaumont-sur-Oise
- Karl, † 1466, 1407 Herzog von Orléans, Graf von Beaumont-sur-Oise etc.
- Ludwig, † 1515, 1466 Herzog von Orléans, Graf von Beaumont-sur-Oise etc., 1498 als Ludwig XII. König von Frankreich

## Haus Le Plessis-Liancourt
- Charles du Plessis († 1620), Seigneur de Liancourt, Marquis de Guercheville (uxor nomine), Comte de Beaumont-sur-Oise
- Roger du Plessis, Duc de La Rocheguyon, Seigneur de Liancourt, Marquis de Guercheville, Comte de Beaumont-sur-Oise, Pair de France